# Naujakasita
La naujakasita és un mineral de la classe dels silicats. Rep el nom de la seva localitat tipus, a Naujakasik (Naajakasik), Groenlàndia. Va ser recollida per primera vegada per Gustav Flink l'any 1897, i descrita per Bøgghild el 1933.

## Característiques
La naujakasita és un silicat de fórmula química (Na,K)₆(Fe2+,Mn2+,Ca)(Al,Fe)₄Si₈O26. Cristal·litza en el sistema monoclínic. La seva duresa a l'escala de Mohs es troba entre 2 i 3. És l'anàleg de Fe2+ de la manganonaujakasita.
Segons la classificació de Nickel-Strunz, la naujakasita pertany a «09.EG - Fil·losilicats amb xarxes dobles amb 6-enllaços més grans» juntament amb els següents minerals: cymrita, manganonaujakasita, dmisteinbergita, kampfita, strätlingita, vertumnita, eggletonita, ganofil·lita, tamaïta, coombsita, zussmanita, franklinfil·lita, lennilenapeïta, parsettensita, estilpnomelana, latiumita, tuscanita, jagoïta, wickenburgita, hyttsjoïta, armbrusterita, britvinita i bannisterita.

## Formació i jaciments
Va ser descoberta a Naujakasik, al fiord Tunulliarfik, dins el Complex d'Ilímaussaq (Kujalleq, Groenlàndia). També ha estat descrita en altres indrets del complex, com els dipòsits d'urani de l'altiplà de Kvanefjeld o el fiord Kangerluarsuk. No ha estat descrita en cap altre indret fora d'aquesta regió.